# 李業 (薛王)
李业（686年—734年8月13日），唐朝皇子，本名李隆业，唐睿宗第五子，母王德妃。

## 生平
垂拱三年（687年），父亲唐睿宗第一次当皇帝时，李业封赵王。之后其父让位给祖母武则天。
长寿二年（693年），改封为中山郡王。长安初年官居都水使者。神龙元年（705年），伯父唐中宗复位加赐实封二百户通前五百户。景龙二年（708年），兼陈州别驾。后任银青光禄大夫、太仆少卿，仍兼陈州别驾。景雲元年（710年），唐睿宗复位，进封薛王，加封满一千户，拜秘书监，兼右羽林大将军。转宗正卿。唐睿宗因李业好学而授秘书监。
唐玄宗诛杀萧至忠、岑羲等，李业因功加实封通旧为五千户。开元初年，任太子少保、同泾豳卫虢等州刺史。开元八年（720年），迁太子太保。
李业生母早卒，从母王贤妃亲自抚养。至是迎王贤妃住在自己的外宅，非常孝顺。李业同母妹淮阳公主李花山、凉国公主李䨲早卒，李业抚养其子，待遇甚佳，超过自己的儿子。玄宗为他赋诗：“昔见漳滨卧，言将人事违。今逢诞庆日，犹谓学仙归。棠棣花重满，鸰原鸟再飞。”
开元十三年（725年），玄宗患病，李业王妃韦氏的弟弟内直郎韦宾与殿中监皇甫恂私议休咎。事发，玄宗令杖杀韦宾，左迁皇甫恂为锦州刺史。王妃害怕，降服待罪，李业也不敢入宫。玄宗拉着他的手说：“吾若有心猜阻兄弟者，天地神明，所共咎罪。”令王妃复位。开元二十一年（733年），李业进拜司徒。开元二十二年（734年）七月初十，李业薨逝，册赠惠宣太子陪葬桥陵。

## 家庭

### 夫人
- 京兆韦氏，兖州刺史韦元珪之女，薛王李业的王妃。

### 子
据新唐书记载：李业十一子，其闻者瑗、玚、琄。
- 李瑗，乐安郡王
- 李瑒，荥阳郡王，宗正卿
- 李琄，嗣薛王，母韦氏
- 李璨，特进
- 李璩，特进
- 李琛
- 李璪
- 李珍，嗣岐王
- 李琇，太仆少卿
- 李瓊

### 女
- 平恩县主，嫁银青光禄大夫、临安郡太守韦斌[2]
- 襄乐县主[3]
- 安定郡主，第三十女[4]
- 新平郡主，第三十一女[5]
- 李氏，薛崇一妻，薛崇一妹薛氏为太子李瑛的太子妃[6]

### 后代
| 李瑒          | 绛州长史 李迥          |             |                               |               |                            |                     |                   |                                |                      |               |        |
| 李瑒          | 李遐                   |             |                               |               |                            |                     |                   |                                |                      |               |        |
| 李琄          | 嗣薛王 李邃            | 嗣薛王 李宓 | 检校太傅 兼侍中 嗣薛王 李知柔 |               |                            |                     |                   |                                |                      |               |        |
| 李琄          | 嗣薛王 李邃            | 嗣薛王 李宓 | 坊州行军司马 李劭             | 奉先令 李守珪 | 将仕郎 秘书省校书郎 李廷隐 |                     |                   |                                |                      |               |        |
| 李琄          | 嗣薛王 李邃            | 嗣薛王 李宓 | 坊州行军司马 李劭             | 奉先令 李守珪 | 坊州宜君县尉 李廷信        | 蔡州防御巡官 李赞英 | 华州乡贡进士 李鹏 |                                |                      |               |        |
| 李琄          | 嗣薛王 李邃            | 嗣薛王 李宓 | 坊州行军司马 李劭             | 奉先令 李守珪 | 坊州宜君县尉 李廷信        | 蔡州防御巡官 李赞英 | 保毅军使 李伦     | 坊州乡贡进士 李积庆            |                      |               |        |
| 李琄          | 嗣薛王 李邃            | 嗣薛王 李宓 | 坊州行军司马 李劭             | 奉先令 李守珪 | 坊州宜君县尉 李廷信        | 蔡州防御巡官 李赞英 | 保毅军使 李伦     | 三班奉职 监阶州利亭镇酒税 李祥 | 进士 李慥            | 李宗权        | 李谟   |
| 李琄          | 嗣薛王 李邃            | 嗣薛王 李宓 | 坊州行军司马 李劭             | 奉先令 李守珪 | 坊州宜君县尉 李廷信        | 蔡州防御巡官 李赞英 | 保毅军使 李伦     | 三班奉职 监阶州利亭镇酒税 李祥 | 进士 李慥            | 李宗权        | 李允昇 |
| 李琄          | 嗣薛王 李邃            | 嗣薛王 李宓 | 坊州行军司马 李劭             | 奉先令 李守珪 | 坊州宜君县尉 李廷信        | 蔡州防御巡官 李赞英 | 保毅军使 李伦     | 三班奉职 监阶州利亭镇酒税 李祥 | 进士 李慥            | 李宗道        | 李养正 |
| 李琄          | 嗣薛王 李邃            | 嗣薛王 李宓 | 坊州行军司马 李劭             | 奉先令 李守珪 | 坊州宜君县尉 李廷信        | 蔡州防御巡官 李赞英 | 保毅军使 李伦     | 三班奉职 监阶州利亭镇酒税 李祥 | 进士 李慥            | 李宗道        | 李瑍   |
| 李琄          | 嗣薛王 李邃            | 嗣薛王 李宓 | 坊州行军司马 李劭             | 奉先令 李守珪 | 坊州宜君县尉 李廷信        | 蔡州防御巡官 李赞英 | 保毅军使 李伦     | 三班奉职 监阶州利亭镇酒税 李祥 | 进士 李慥            | 李宗道        | 李琰   |
| 李琄          | 嗣薛王 李邃            | 嗣薛王 李宓 | 坊州行军司马 李劭             | 奉先令 李守珪 | 坊州宜君县尉 李廷信        | 蔡州防御巡官 李赞英 | 保毅军使 李伦     | 三班奉职 监阶州利亭镇酒税 李祥 | 进士 李慥            | 李宗道        | 李琢   |
| 李琄          | 嗣薛王 李邃            | 嗣薛王 李宓 | 坊州行军司马 李劭             | 奉先令 李守珪 | 坊州宜君县尉 李廷信        | 蔡州防御巡官 李赞英 | 保毅军使 李伦     | 三班奉职 监阶州利亭镇酒税 李祥 | 进士 李慥            | 李宗道        | 李玉   |
| 李琄          | 嗣薛王 李邃            | 嗣薛王 李宓 | 坊州行军司马 李劭             | 奉先令 李守珪 | 坊州宜君县尉 李廷信        | 蔡州防御巡官 李赞英 | 保毅军使 李伦     | 三班奉职 监阶州利亭镇酒税 李祥 | 乡贡明法 李评        | 李角          | 李□    |
| 李琄          | 嗣薛王 李邃            | 嗣薛王 李宓 | 坊州行军司马 李劭             | 奉先令 李守珪 | 坊州宜君县尉 李廷信        | 蔡州防御巡官 李赞英 | 保毅军使 李伦     | 三班奉职 监阶州利亭镇酒税 李祥 | 乡贡明法 李评        | 李角          | 李□    |
| 李琄          | 嗣薛王 李邃            | 嗣薛王 李宓 | 坊州行军司马 李劭             | 奉先令 李守珪 | 坊州宜君县尉 李廷信        | 蔡州防御巡官 李赞英 | 保毅军使 李伦     | 三班奉职 监阶州利亭镇酒税 李祥 | 乡贡明法 李评        | 李角          | 李监   |
| 李琄          | 嗣薛王 李邃            | 嗣薛王 李宓 | 坊州行军司马 李劭             | 奉先令 李守珪 | 坊州宜君县尉 李廷信        | 蔡州防御巡官 李赞英 | 保毅军使 李伦     | 三班奉职 监阶州利亭镇酒税 李祥 | 乡贡明法 李评        | 李角          | 李选   |
| 李琄          | 嗣薛王 李邃            | 嗣薛王 李宓 | 坊州行军司马 李劭             | 奉先令 李守珪 | 坊州宜君县尉 李廷信        | 蔡州防御巡官 李赞英 | 保毅军使 李伦     | 三班奉职 监阶州利亭镇酒税 李祥 | 进士 李得仁          | 进士 李达     | 李□嵩  |
| 李琄          | 嗣薛王 李邃            | 嗣薛王 李宓 | 坊州行军司马 李劭             | 奉先令 李守珪 | 坊州宜君县尉 李廷信        | 蔡州防御巡官 李赞英 | 保毅军使 李伦     | 三班奉职 监阶州利亭镇酒税 李祥 | 进士 李得仁          | 李□           | 李嘉言 |
| 李琄          | 嗣薛王 李邃            | 嗣薛王 李宓 | 坊州行军司马 李劭             | 奉先令 李守珪 | 坊州宜君县尉 李廷信        | 蔡州防御巡官 李赞英 | 保毅军使 李伦     | 三班奉职 监阶州利亭镇酒税 李祥 | 进士 李得仁          | 李□           | 李嘉材 |
| 李琄          | 嗣薛王 李邃            | 嗣薛王 李宓 | 坊州行军司马 李劭             | 奉先令 李守珪 | 坊州宜君县尉 李廷信        | 蔡州防御巡官 李赞英 | 保毅军使 李伦     | 三班奉职 监阶州利亭镇酒税 李祥 | 进士 李得仁          | 李□           | 李嘉礼 |
| 李琄          | 嗣薛王 李邃            | 嗣薛王 李宓 | 坊州行军司马 李劭             | 奉先令 李守珪 | 坊州宜君县尉 李廷信        | 蔡州防御巡官 李赞英 | 保毅军使 李伦     | 三班奉职 监阶州利亭镇酒税 李祥 | 进士 李得仁          | 李□           | 李嘉成 |
| 李琄          | 嗣薛王 李邃            | 嗣薛王 李宓 | 坊州行军司马 李劭             | 奉先令 李守珪 | 坊州宜君县尉 李廷信        | 蔡州防御巡官 李赞英 | 保毅军使 李伦     | 三班奉职 监阶州利亭镇酒税 李祥 | 李安仁               | 李确          | 李希□  |
| 李琄          | 嗣薛王 李邃            | 嗣薛王 李宓 | 坊州行军司马 李劭             | 奉先令 李守珪 | 坊州宜君县尉 李廷信        | 蔡州防御巡官 李赞英 | 保毅军使 李伦     | 三班奉职 监阶州利亭镇酒税 李祥 | 李安仁               | 李确          | 李希文 |
| 李琄          | 嗣薛王 李邃            | 嗣薛王 李宓 | 坊州行军司马 李劭             | 奉先令 李守珪 | 坊州宜君县尉 李廷信        | 蔡州防御巡官 李赞英 | 保毅军使 李伦     | 三班奉职 监阶州利亭镇酒税 李祥 | 李安仁               | 李确          | 李希仲 |
| 李琄          | 嗣薛王 李邃            | 嗣薛王 李宓 | 坊州行军司马 李劭             | 奉先令 李守珪 | 坊州宜君县尉 李廷信        | 蔡州防御巡官 李赞英 | 保毅军使 李伦     | 三班奉职 监阶州利亭镇酒税 李祥 | 李安仁               | 李确          | 李希荀 |
| 李琄          | 嗣薛王 李邃            | 嗣薛王 李宓 | 坊州行军司马 李劭             | 奉先令 李守珪 | 坊州宜君县尉 李廷信        | 蔡州防御巡官 李赞英 | 保毅军使 李伦     | 三班奉职 监阶州利亭镇酒税 李祥 | 李安仁               | 李昉          | 李中正 |
| 李琄          | 嗣薛王 李邃            | 嗣薛王 李宓 | 坊州行军司马 李劭             | 奉先令 李守珪 | 坊州宜君县尉 李廷信        | 蔡州防御巡官 李赞英 | 保毅军使 李伦     | 三班奉职 监阶州利亭镇酒税 李祥 | 李安仁               | 李昉          | 李中学 |
| 李琄          | 嗣薛王 李邃            | 嗣薛王 李宓 | 坊州行军司马 李劭             | 奉先令 李守珪 | 坊州宜君县尉 李廷信        | 蔡州防御巡官 李赞英 | 保毅军使 李伦     | 三班奉职 监阶州利亭镇酒税 李祥 | 李安仁               | 李昉          | 李中道 |
| 李琄          | 嗣薛王 李邃            | 嗣薛王 李宓 | 坊州行军司马 李劭             | 奉先令 李守珪 | 坊州宜君县尉 李廷信        | 蔡州防御巡官 李赞英 | 保毅军使 李伦     | 进士 李近                      | 乡贡进士 李惟德      |               |        |
| 李琄          | 嗣薛王 李邃            | 嗣薛王 李宓 | 坊州行军司马 李劭             | 奉先令 李守珪 | 坊州宜君县尉 李廷信        | 蔡州防御巡官 李赞英 | 保毅军使 李伦     | 进士 李近                      | 宣德郎 鄜州司户 李湘 | 三司军 李将□  | 李文中 |
| 李琄          | 嗣薛王 李邃            | 嗣薛王 李宓 | 坊州行军司马 李劭             | 奉先令 李守珪 | 坊州宜君县尉 李廷信        | 蔡州防御巡官 李赞英 | 保毅军使 李伦     | 进士 李近                      | 宣德郎 鄜州司户 李湘 | 三司军 李将□  | 李成   |
| 李琄          | 嗣薛王 李邃            | 嗣薛王 李宓 | 坊州行军司马 李劭             | 奉先令 李守珪 | 坊州宜君县尉 李廷信        | 蔡州防御巡官 李赞英 | 保毅军使 李伦     | 进士 李近                      | 宣德郎 鄜州司户 李湘 | 三司军 李将□  | 李钦   |
| 李琄          | 嗣薛王 李邃            | 嗣薛王 李宓 | 坊州行军司马 李劭             | 奉先令 李守珪 | 坊州宜君县尉 李廷信        | 蔡州防御巡官 李赞英 | 保毅军使 李伦     | 进士 李近                      | 宣德郎 鄜州司户 李湘 | 三司军 李将□  | 李钧   |
| 李琄          | 嗣薛王 李邃            | 嗣薛王 李宓 | 坊州行军司马 李劭             | 奉先令 李守珪 | 坊州宜君县尉 李廷信        | 蔡州防御巡官 李赞英 | 保毅军使 李伦     | 进士 李近                      | 宣德郎 鄜州司户 李湘 | 三司军 李将□  | 李□    |
| 李琄          | 嗣薛王 李邃            | 嗣薛王 李宓 | 坊州行军司马 李劭             | 奉先令 李守珪 | 坊州宜君县尉 李廷信        | 蔡州防御巡官 李赞英 | 保毅军使 李伦     | 进士 李近                      | 宣德郎 鄜州司户 李湘 | 荣州军 李师雄 | 李稷   |
| 李琄          | 嗣薛王 李邃            | 嗣薛王 李宓 | 坊州行军司马 李劭             | 奉先令 李守珪 | 坊州宜君县尉 李廷信        | 蔡州防御巡官 李赞英 | 保毅军使 李伦     | 进士 李近                      | 宣德郎 鄜州司户 李湘 | 荣州军 李师雄 | 李顺   |
| 李琄          | 嗣薛王 李邃            | 嗣薛王 李宓 | 坊州行军司马 李劭             | 奉先令 李守珪 | 坊州宜君县尉 李廷信        | 蔡州防御巡官 李赞英 | 保毅军使 李伦     | 进士 李近                      | 宣德郎 鄜州司户 李湘 | 荣州军 李师雄 | 李久   |
| 李琄          | 嗣薛王 李邃            | 嗣薛王 李宓 | 坊州行军司马 李劭             | 奉先令 李守珪 | 坊州宜君县尉 李廷信        | 蔡州防御巡官 李赞英 | 保毅军使 李伦     | 进士 李近                      | 宣德郎 鄜州司户 李湘 | 乡贡 李□      |        |
| 李琄          | 嗣薛王 李邃            | 嗣薛王 李宓 | 坊州行军司马 李劭             | 奉先令 李守珪 | 坊州宜君县尉 李廷信        | 蔡州防御巡官 李赞英 | 保毅军使 李伦     | 庆州乡贡进士 李积善            |                      |               |        |
| 李珍          | 嗣岐王 李逸            | 嗣岐王 李愈 | 嗣岐王 李云翰                 |               |                            |                     |                   |                                |                      |               |        |
| 太仆少卿 李琇 | 台州刺史 太仆少卿 李逢 | 裴□妻 李氏  |                               |               |                            |                     |                   |                                |                      |               |        |

## 延伸阅读
[在维基数据编辑]
 《舊唐書/卷95》，出自刘昫《舊唐書》
 《新唐書·卷081》，出自《新唐書》
 《新五代史/卷30》，出自歐陽修《新五代史》